# トモコムラサキシジミ
トモコムラサキシジミ（Arhopala tomokoae）は、チョウ目（鱗翅目）アゲハチョウ上科シジミチョウ科に分類されるチョウの一種。フィリピン固有種。日本にいるルーミスシジミによく似ている。

## 分布
パラワン島の山岳地帯にのみ見られる。個体数は多くない。

## 形態
前翅長は13-14mm。ムラサキシジミ属は多くの種を含む大属で裏面の斑紋がよく似た種が多く、同定に悩まされることが多々あるが、フィリピンに分布している本種を含む3種（他の2種はA. birmana, A. paraganesa）は見分け易い。ただしこの3種の中での同定はかなりむつかしく、慎重を要する。

## 生態
パラワン島各地で記録されているが、目撃数は少ない。採集データから推察すると年に2回以上発生しているものと思われる。
種名の語源：命名者の妻　林緖子に因む。